# 凤凰镇 (武汉市)
凤凰镇是中华人民共和国湖北省武汉市新洲区下屬的一個鎮。此鎮位於新洲區西北部，舉水河西岸。2020年全鎮人口20397人。

## 行政区划
凤凰镇下辖以下村级行政区划单位：
凤凰社区、三叉路村、陈家田村、关圣寨村、郭家岗村、石骨山村、毛家冲村、雷家寨村、石板冲村、陈添奇村、凤凰寨村、朱伍峰村、杨元咀村、郑家园村、余家寨村、周家寨村、三屋湾村、四屋湾村、余家山村和刘家湾村，其中鎮政府駐鳳凰。